# Navaglobe
Navaglobe – system radionawigacyjny, protoplasta GPS. Obiekt określa w nim swoje położenie na podstawie odbioru sygnałów z nadajników wykorzystujących anteny kierunkowe. Namiar odbywa się dzięki porównaniu dwóch sygnałów pochodzących z tego samego źródła, przesuniętych wzajemnie w przestrzeni. Po wykonaniu kilku namiarów utworzone linie kierunkowe wskazują dokładne położenie obiektu. Zasięg stacji nadajnikowych jest większy niż tysiąc kilometrów.